# Liste der Nummer-eins-Hits in Spanien (1969)
Dies ist eine Liste der Nummer-eins-Hits in Spanien im Jahr 1969. Sie basiert auf den offiziellen Chartlisten der Asociación Fonográfica y Videográfica de España (AFYVE, heute Promusicae), der spanischen Landesgruppe der IFPI.

## Singles
| | Liste der Nummer-eins-Hits in Spanien | Liste der Nummer-eins-Hits in Spanien | Liste der Nummer-eins-Hits in Spanien        | 1970 →                    |
| \| Zeitraum \| Wo. ges. \| Interpret \| Titel Autor(en) \| Zusätzliche Informationen \| \| (Zeitraum, Wochen auf Platz eins, Interpret, Titel, Autor[en], zusätzliche Informationen) \| \| \| \| \| \| ----------------------------------------------------------------------------------------- \| -------- \| ------------- \| -------------------------------------------- \| ------------------------- \| \| 9. Dezember 1968 – 19. Januar 1969 6 Wochen \| 6 \| Mary Hopkin \| Those Were The Days Boris Fomin, Gene Raskin \| – \| \| 20. Januar 1968 – 16. März 1969 9 Wochen \| 9 \| Barry Ryan \| Eloise Paul Ryan \| – \| \| 17. März 1968 – 27. April 1969 7 Wochen \| 7 \| Karina \| Las Flechas Del Amor (Little Arrows) \| – \| \| 26. März 1968 – 11. Mai 1969 7 Wochen \| 7 \| Georgie Dann \| Casatschock \| – \| \| 12. Mai 1969 – 18. Mai 1969 1 Woche (insgesamt 6) \| 6 \| Jean Jacques \| Mama \| – \| \| 19. Mai 1969 – 25. Mai 1969 1 Woche \| 1 \| Fórmula V \| Cuéntame \| – \| \| 26. Mai 1969 – 22. Juni 1969 4 Wochen (insgesamt 6) \| 6 \| Jean Jacques \| Mama \| – \| \| 23. Juni 1969 – 29. Juni 1969 1 Woche (insgesamt 2) \| 2 \| The Beatles \| Get Back Lennon/McCartney \| – \| \| 30. Juni 1969 – 6. Juli 1969 1 Woche (insgesamt 6) \| 6 \| Jean Jacques \| Mama \| – \| \| 7. Juli 1969 – 13. Juli 1969 1 Woche (insgesamt 2) \| 2 \| The Beatles \| Get Back Lennon/McCartney \| – \| \| 14. Juli 1969 – 20. Juli 1969 1 Woche \| 1 \| Henry Stephen \| O quizá Simplemente Le Regale Una Rosa \| – \| \| 21. Juli 1969 – 24. August 1969 5 Wochen (insgesamt 9) \| 9 \| Los Payos \| María Isabel \| – \| \| 25. August 1969 – 7. September 1969 2 Wochen \| 2 \| The Beatles \| The Ballad of John and Yoko Lennon/McCartney \| – \| \| 8. September 1969 – 5. Oktober 1969 4 Wochen (insgesamt 9) \| 9 \| Los Payos \| María Isabel \| – \| \| 6. Oktober 1969 – 26. Oktober 1969 3 Wochen \| 3 \| Elvis Presley \| In the Ghetto Mac Davis \| – \| \| 27. Oktober 1969 – 2. November 1969 1 Woche \| 1 \| Juan Pardo \| La Charanga Mac Davis \| – \| \| 3. November 1969 – 16. November 1969 2 Wochen \| 2 \| Zager & Evans \| In the Year 2525 Rick Evans \| – \| \| 17. November 1969 – 18. Januar 1970 9 Wochen \| 9 \| The Archies \| Sugar, Sugar Andy Kim, Jeff Barry \| – \| |                                       |                                       |                                              |                           |
| |                                       |                                       |                                              | → 1970 →                  |
| Zeitraum | Wo. ges.                              | Interpret                             | Titel Autor(en)                              | Zusätzliche Informationen |
| (Zeitraum, Wochen auf Platz eins, Interpret, Titel, Autor[en], zusätzliche Informationen) |                                       |                                       |                                              |                           |
| 9. Dezember 1968 – 19. Januar 1969 6 Wochen | 6                                     | Mary Hopkin                           | Those Were The Days Boris Fomin, Gene Raskin | –                         |
| 20. Januar 1968 – 16. März 1969 9 Wochen | 9                                     | Barry Ryan                            | Eloise Paul Ryan                             | –                         |
| 17. März 1968 – 27. April 1969 7 Wochen | 7                                     | Karina                                | Las Flechas Del Amor (Little Arrows)         | –                         |
| 26. März 1968 – 11. Mai 1969 7 Wochen | 7                                     | Georgie Dann                          | Casatschock                                  | –                         |
| 12. Mai 1969 – 18. Mai 1969 1 Woche (insgesamt 6) | 6                                     | Jean Jacques                          | Mama                                         | –                         |
| 19. Mai 1969 – 25. Mai 1969 1 Woche | 1                                     | Fórmula V                             | Cuéntame                                     | –                         |
| 26. Mai 1969 – 22. Juni 1969 4 Wochen (insgesamt 6) | 6                                     | Jean Jacques                          | Mama                                         | –                         |
| 23. Juni 1969 – 29. Juni 1969 1 Woche (insgesamt 2) | 2                                     | The Beatles                           | Get Back Lennon/McCartney                    | –                         |
| 30. Juni 1969 – 6. Juli 1969 1 Woche (insgesamt 6) | 6                                     | Jean Jacques                          | Mama                                         | –                         |
| 7. Juli 1969 – 13. Juli 1969 1 Woche (insgesamt 2) | 2                                     | The Beatles                           | Get Back Lennon/McCartney                    | –                         |
| 14. Juli 1969 – 20. Juli 1969 1 Woche | 1                                     | Henry Stephen                         | O quizá Simplemente Le Regale Una Rosa       | –                         |
| 21. Juli 1969 – 24. August 1969 5 Wochen (insgesamt 9) | 9                                     | Los Payos                             | María Isabel                                 | –                         |
| 25. August 1969 – 7. September 1969 2 Wochen | 2                                     | The Beatles                           | The Ballad of John and Yoko Lennon/McCartney | –                         |
| 8. September 1969 – 5. Oktober 1969 4 Wochen (insgesamt 9) | 9                                     | Los Payos                             | María Isabel                                 | –                         |
| 6. Oktober 1969 – 26. Oktober 1969 3 Wochen | 3                                     | Elvis Presley                         | In the Ghetto Mac Davis                      | –                         |
| 27. Oktober 1969 – 2. November 1969 1 Woche | 1                                     | Juan Pardo                            | La Charanga Mac Davis                        | –                         |
| 3. November 1969 – 16. November 1969 2 Wochen | 2                                     | Zager & Evans                         | In the Year 2525 Rick Evans                  | –                         |
| 17. November 1969 – 18. Januar 1970 9 Wochen | 9                                     | The Archies                           | Sugar, Sugar Andy Kim, Jeff Barry            | –                         |

## Alben
| | Liste der Nummer-eins-Hits in Spanien | Liste der Nummer-eins-Hits in Spanien | Liste der Nummer-eins-Hits in Spanien | 1970 →                    |
| \| Zeitraum \| Wo. ges. \| Interpret \| Titel \| Zusätzliche Informationen \| \| (Zeitraum, Wochen auf Platz eins, Interpret, Titel, zusätzliche Informationen) \| \| \| \| \| \| ------------------------------------------------------------------------------ \| -------- \| --------------------- \| ------------------------------------ \| ------------------------- \| \| 31. März 1969 – 20. April 1969 3 Wochen \| 3 \| Nuestro Pequeño Mundo \| El Folklore de Nuestro Pequeño Mundo \| – \| \| 21. April 1969 – 15. Juni 1969 8 Wochen \| 8 \| Joan Manuel Serrat \| La Paloma \| – \| \| 16. Juni 1969 – 16. November 1969 22 Wochen \| 22 \| Joan Manuel Serrat \| Dedicado a Antonio Machado, Poeta \| – \| \| 17. November 1969 – 25. Januar 1970 10 Wochen \| 10 \| The Beatles \| Abbey Road \| – \| |                                       |                                       |                                       |                           |
| |                                       |                                       |                                       | → 1970 →                  |
| Zeitraum | Wo. ges.                              | Interpret                             | Titel                                 | Zusätzliche Informationen |
| (Zeitraum, Wochen auf Platz eins, Interpret, Titel, zusätzliche Informationen) |                                       |                                       |                                       |                           |
| 31. März 1969 – 20. April 1969 3 Wochen | 3                                     | Nuestro Pequeño Mundo                 | El Folklore de Nuestro Pequeño Mundo  | –                         |
| 21. April 1969 – 15. Juni 1969 8 Wochen | 8                                     | Joan Manuel Serrat                    | La Paloma                             | –                         |
| 16. Juni 1969 – 16. November 1969 22 Wochen | 22                                    | Joan Manuel Serrat                    | Dedicado a Antonio Machado, Poeta     | –                         |
| 17. November 1969 – 25. Januar 1970 10 Wochen | 10                                    | The Beatles                           | Abbey Road                            | –                         |